# Ekstraliga (Schach)
Die Ekstraliga ist die höchste Spielklasse im polnischen Mannschaftsschach.
Dieser gehören zehn Mannschaften an. Gespielt wird an sechs Brettern, dabei ist am sechsten Brett zwingend der Einsatz einer Frau vorgeschrieben.

## Organisationsform
Die zehn teilnehmenden Mannschaften spielen ein einfaches Rundenturnier, über die Endplatzierung entscheidet zunächst die Anzahl der Mannschaftspunkte (zwei Punkte für einen Sieg, ein Punkt für ein Unentschieden, kein Punkt für eine Niederlage), anschließend die Anzahl der Brettpunkte (ein Punkt für eine Gewinnpartie, ein halber Punkt für eine Remispartie, kein Punkt für eine Verlustpartie). Die beiden Letzten steigen in die I liga ab und werden durch die beiden Erstplatzierten der I liga ersetzt. Pro Wettkampf darf eine Mannschaft höchstens einen Ausländer einsetzen.
Die Bedenkzeit beträgt 90 Minuten für die ersten 40 Züge und 30 Minuten bis zum Partieende; ab dem ersten Zug erhält jeder Spieler zudem eine Zeitgutschrift von 30 Sekunden pro Zug bis zum Ende der Partie.
Alle Wettkämpfe werden in zentralen Veranstaltungen durchgeführt.

## Geschichte
Die Ekstraliga wurde 2002 eingeführt, vorher war die I liga höchste Spielklasse. Diese war 1970 eingeführt worden und wurde (außer in den Jahren 1990 und 1991) nach dem gleichen Modus ausgetragen wie ihre Nachfolgerin, allerdings variierten Mannschaftsstärke und Zahl der teilnehmenden Mannschaften.

## Sieger der Ekstraliga
- 2002: Polonia Plus GSM Warszawa
- 2003: Polonia Plus GSM Warszawa
- 2004: Polonia Plus GSM Warszawa
- 2005: Polonia Plus GSM Warszawa
- 2006: Polonia Plus GSM Warszawa
- 2007: WASKO HetMaN Szopienice
- 2008: WASKO HetMaN Szopienice
- 2009: KSz Polonia Warszawa
- 2010: WASKO HetMaN Szopienice
- 2011: PGNiG Polonia Warszawa
- 2012: KSz Polonia Warszawa
- 2013: WASKO HetMaN Szopienice
- 2014: KSz Polonia Votum Wrocław
- 2015: WASKO HETMAN Katowice
- 2016: WASKO HETMAN Katowice
- 2017: WASKO HETMAN Katowice
- 2018: WASKO HETMAN Katowice
- 2019: WASKO HETMAN Katowice
- 2020: Votum Polonia Wrocław
- 2021: VOTUM SA Polonia Wrocław
- 2022: VOTUM SA Polonia Wrocław
- 2023: Wieża Pęgów
- 2024: Klub Sportowy Gwiazda Bydgoszcz